# 狄景晖
狄景晖（？—？），原名狄光昭，字子亮，后改名狄景晖，唐代并州太原（今山西太原南郊区）人。为名相狄仁杰之子 。
狄仁杰曾经为魏州刺史，吏民为他立生祠。后来仁杰去职，其子狄景晖为魏州司功参军，贪暴为虐，民众讨厌他所作所為，因此一起毁其父狄仁杰生祠，不复奉祀。至元和年间，田弘正镇魏博，始奏唐宪宗修葺，于是祭祀不绝。狄景晖官至职方司员外郎。